# Bad Langensalza
Bad Langensalza é uma cidade da Alemanha localizada no distrito de Unstrut-Hainich, estado da Turíngia.

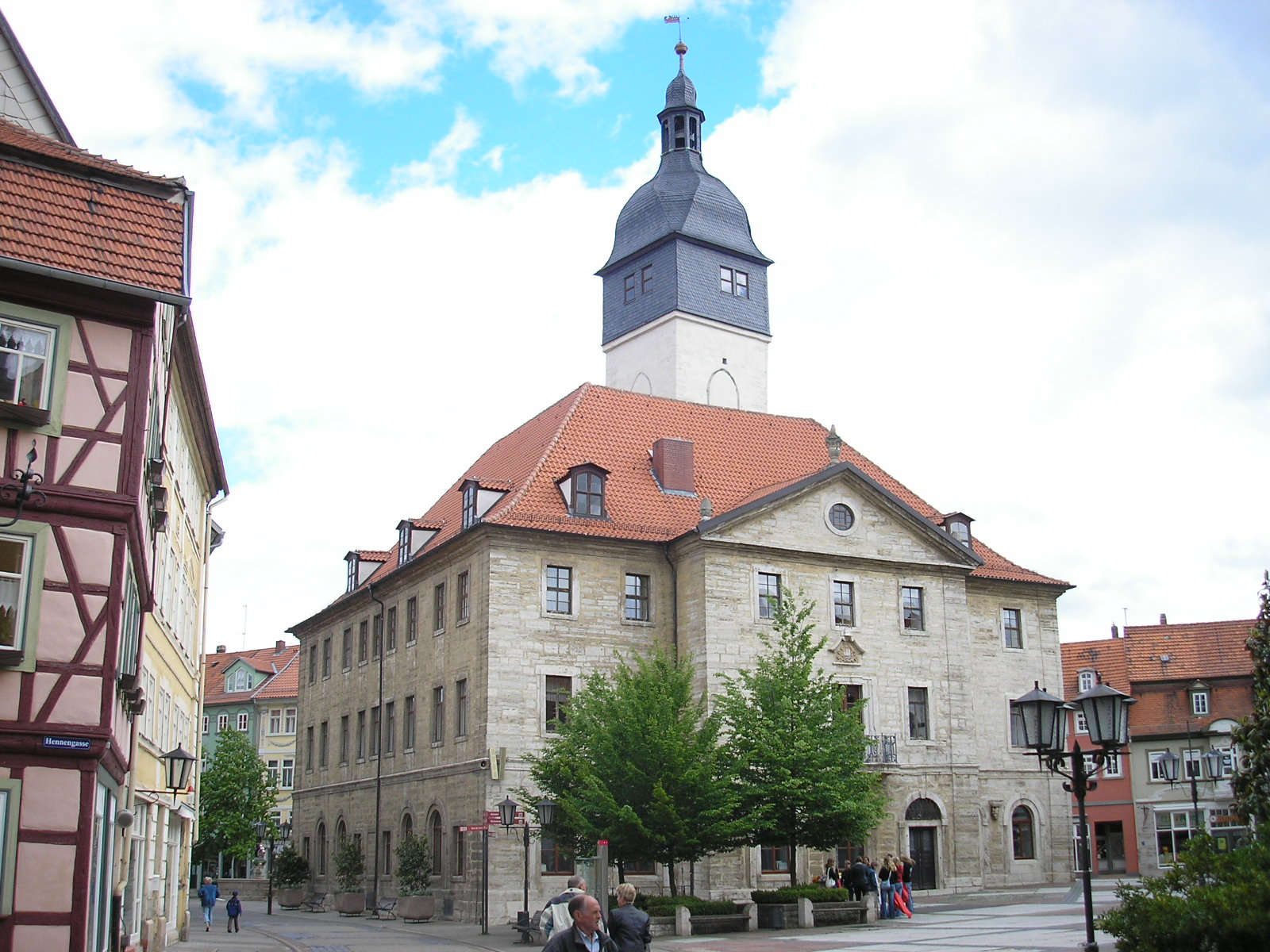
Prefeitura

## Personalidades ilustres
- Hermann von Salza